# Còlob vermell d'Uganda
El còlob vermell d'Uganda (Piliocolobus tephrosceles) és una espècie de còlob vermell que viu als boscos d'Uganda, Ruanda, Burundi i l'oest de Tanzània. Anteriorment se'l considerava una subespècie de P. badius i després una subespècie de P. foai. Groves el reconegué com a espècie pròpia el 2001, mentre que altres científics argumenten que és una subespècie de P. rufomitratus.